# Andrew Holmes
Andrew John Holmes –conocido como Andy Holmes– (Londres, 15 de octubre de 1959-Londres, 24 de octubre de 2010) fue un deportista británico que compitió en remo.
Participó en dos Juegos Olímpicos de Verano, obteniendo tres medallas, oro en Los Ángeles 1984, en cuatro con timonel, y dos en Seúl 1988, oro en dos sin timonel y bronce en dos con timonel.
Ganó tres medallas en el Campeonato Mundial de Remo, en los años 1986 y 1987.
Falleció a los 51 años a causa de complicaciones derivadas de una infección de leptospirosis.

## Palmarés internacional
| Juegos Olímpicos   | Juegos Olímpicos             | Juegos Olímpicos  | Juegos Olímpicos   |
| Año                | Lugar                        | Medalla           | Prueba             |
| ------------------ | ---------------------------- | ----------------- | ------------------ |
| 1984               | Los Ángeles (Estados Unidos) | Medalla de oro    | Cuatro con timonel |
| 1988               | Seúl (Corea del Sur)         | Medalla de oro    | Dos sin timonel    |
| 1988               | Seúl (Corea del Sur)         | Medalla de bronce | Dos con timonel    |
| Campeonato Mundial |                              |                   |                    |
| Año                | Lugar                        | Medalla           | Prueba             |
| 1986               | Nottingham (Reino Unido)     | Medalla de oro    | Dos con timonel    |
| 1987               | Copenhague (Dinamarca)       | Medalla de oro    | Dos sin timonel    |
| 1987               | Copenhague (Dinamarca)       | Medalla de plata  | Dos con timonel    |